# 郡大林道
郡大林道（十八重溪口－馬博拉斯山腳），總長 83 公里，通車長度為 35.50 公里，起點始於南投縣信義鄉豐丘村十八重溪口，接舊台21線十八重溪橋南端，設有郡大檢查哨（已撤哨）與鐵門，起點鐵門僅道路坍方中斷或有自然災害預警時閉鎖，通車終點抵達崩塌處，通車終點前 32K 為郡大山、望鄉山登山口，過去實際林道終點在馬博拉斯山西南方山腳。由起點出發至 32K 郡大山登山口，海拔要從 630 公尺一路快速爬升至 2,865 公尺總爬升2200公尺，約 1.5 至 2 小時車程。需辦專屬入山證，以防範盜採林木。